# USS California (BB-44)
O USS California foi um couraçado operado pela Marinha dos Estados Unidos e a segunda e última embarcação da Classe Tennessee, depois do USS Tennessee. Sua construção começou em outubro de 1916 no Estaleiro Naval da Ilha Mare e foi lançado ao mar em novembro de 1919, sendo comissionado na frota norte-americana em agosto de 1921. Seu projeto era praticamente uma repetição dos couraçados anteriores da Classe New Mexico e era armado com uma bateria principal composta por doze canhões de 356 milímetros montados em quatro torres de artilharia triplas, tinha um deslocamento carregado de mais de 33 mil toneladas e conseguia alcançar uma velocidade máxima de 21 nós.
O California teve um início de carreira tranquilo e passou as décadas de 1920 e 1930 atuando no Oceano Pacífico e realizando principalmente exercícios de treinamento de rotina junto com o resto da frota. Ele estava atracado em Pearl Harbor em 7 de dezembro de 1941 quando a base foi atacada pelo Japão, sendo moderadamente danificado com dois torpedos e uma bomba. Entretanto, incêndios incapacitaram seus sistemas elétricos, impedindo que suas bombas d'água funcionassem, o que permitiu que o navio lentamente inundasse por três dias até afundar nas águas rasas do porto. Ele foi reflutuado em abril de 1942, recuperado e amplamente reconstruído, voltando ao serviço em janeiro de 1944.
O couraçado foi enviado para atuar na Guerra do Pacífico nas funções de bombardeio litorâneo e suporte de artilharia para tropas terrestres, desempenhando este papel nas Campanhas das Ilhas Marianas e Palau e Filipinas ainda em 1944. Nesta última participou da Batalha do Estreito de Surigao em outubro, quando fez parte da linha de batalha norte-americana e enfrentou e ajudou a afundar uma força de couraçados japoneses. Foi danificado por um ataque kamikaze em janeiro de 1945, mas conseguiu voltar à frota em tempo para ajudar nas Batalhas de Iwo Jima e Okinawa. Voltou para casa após o fim da guerra em agosto, sendo descomissionado em fevereiro de 1947 e desmontado em 1959.

## Características
A Classe Tennessee foi autorizada pelo Congresso dos Estados Unidos em 3 de março de 1915 e era em essência uma repetição da predecessora Classe New Mexico. As principais diferentes entre as duas eram pontes de comando maiores, maior elevação para os canhões da bateria principal e realocação da bateria secundária para o convés superior.
O California tinha 190 metros de comprimento de fora a fora, boca de 29,69 metros e calado de 9,19 metros. Seu deslocamento projetado era de 32 818 toneladas e o deslocamento carregado era de 33 723 toneladas. Seu sistema de propulsão tinha oito caldeiras Babcock & Wilcox a óleo combustível que giravam dois geradores elétricos Westinghouse, que por sua vez proporcionavam energia para quatro turinas a vapor General Electric, cada uma girando uma hélice. A potência indicada era de 29 mil cavalos-vapor (21,3 mil quilowatts), o que garantia uma velocidade máxima de 21 nós (39 quilômetros por hora). Tinha uma autonomia de oito mil milhas náuticas (quinze mil quilômetros) a uma velocidade de dez nós (dezenove quilômetros por hora). Sua tripulação originalmente era formada por 57 oficiais e 1 026 marinheiros. Foi construído com dois mastros de treliça com plataformas de observação no topo para suas armas.
Sua bateria principal consistia em doze canhões Marco 4 calibre 50 de 356 milímetros montados em quatro torres de artilharia triplas na linha central, duas à vante e duas a ré da superestrutura, em ambos os casos com uma torre sobreposta à outra. A bateria secundária era originalmente formada por catorze canhões calibre 51 de 127 milímetros montados em casamatas individuais à meia-nau na superestrutura, mais quatro canhões de duplo-propósito calibre 50 de 76 milímetros. Além disso, o California foi equipado com dois tubos de torpedo submersos de 533 milímetros, um em cada lateral do navio. Seu cinturão principal de blindagem tinha entre 203 e 343 milímetros de espessura, enquanto o convés blindado principal tinha 89 milímetros. As torres de artilharia tinham frentes de 457 milímetros de espessura, laterais de 254 milímetros, traseira de 229 milímetros e tetos de 127 milímetros, ficando em cima de barbetas com 330 milímetros de espessura. A torre de comando era protegida por laterais de 406 milímetros.

## História

### Tempos de paz

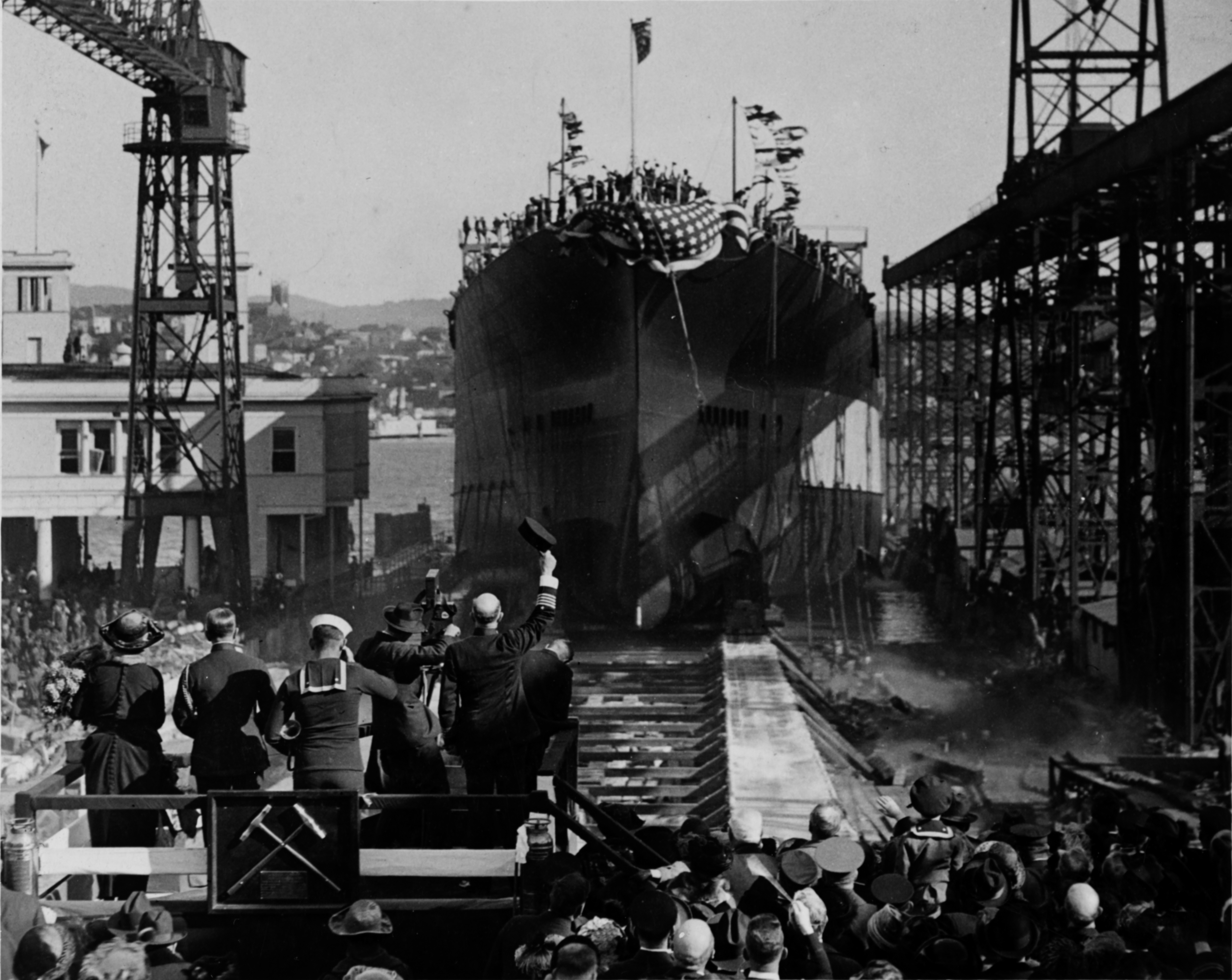
A cerimônia de lançamento do California em 20 de novembro de 1919

O batimento de quilha do California ocorreu em 25 de outubro de 1916 no Estaleiro Naval da Ilha Mare em Vallejo, na Califórnia. A construção foi paralisada por um breve período durante a Primeira Guerra Mundial enquanto o estaleiro se concentrava em embarcações menores. Foi lançado ao mar em 20 de novembro de 1919, quando foi batizado por Barbara Zane, filha de William Stephens, o Governador da Califórnia. Foi comissionado 10 de agosto de 1921 e designado para a Frota de Batalha como sua capitânia. O California passou a maior parte de sua carreira em tempos de paz ocupado com exercícios de treinamento de rotina, incluindo manobras conjuntas com o Exército dos Estados Unidos e os anuais Problemas de Frota. O primeiro lançamento de uma aeronave de um navio durante a noite ocorreu do couraçado em 11 de novembro de 1924. Mais experimentações com aviões continuaram no início de 1925 quando os navios da Frota de Batalha receberam em 31 de março um esquadrão de hidroaviões Naval Aircraft Factory TS. A Frota de Batalha atravessou o Oceano Pacífico na metade do ano para uma viagem diplomática pela Austrália e Nova Zelândia. No final do mesmo ano o California passou por reformas no Estaleiro Naval de Puget Sound em Bremerton, Washington.
Uma catapulta de aeronaves foi instalada em cima de sua terceira torre de artilharia em 1926, com o navio recebendo três hidroaviões Vought OU-1. O California participou em 4 de junho de 1927 de uma revista para o presidente Calvin Coolidge em Hampton Roads, na Virgínia. Foi equipado no final de 1929 e início de 1930 com oito canhões antiaéreos calibre 25 de 127 milímetros no lugar de seus antigos canhões de 76 milímetros. Participou do Problema de Frota X entre 10 e 15 de março de 1930 no Mar do Caribe, seguido pelo Problema de Frota XI também no Mar do Caribe de 14 a 18 de abril. O navio navegou para Nova Iorque ao final dos exercícios, em seguida participando de uma revista naval para o presidente Herbert Hoover em 20 de maio nos Cabos da Virgínia. Voltou para o Pacífico e visitou Port Angeles, em Washington, de 7 a 11 de julho. Ele operou próximo de Puget Sound até 11 de agosto, quando navegou sul até São Francisco, na Califórnia, onde permaneceu entre 17 e 24 de agosto. A Frota de Batalha seguiu para o sul até a Zona do Canal do Panamá no início de 1931 para mais exercícios.
O Problema de Frota XII aconteceu dos dias 15 a 21 de fevereiro nas águas próximas do Canal do Panamá, com os exercícios consistindo de um ataque de uma frota centrada ao redor de porta-aviões contra o canal, que seria defendido pelo California e os outros couraçados da Frota de Batalha. As manobras revelaram limitações importantes na autonomia e armamentos das aeronaves de porta-aviões da época, com os couraçados conseguindo facilmente derrotar a força de porta-aviões. O California em seguida ficou em Puget Sound de 1º de julho até 16 de agosto, navegando então para São Francisco e depois para Los Angeles. A embarcação participou de exercícios de artilharia no início de 1932 próximo da Ilha de San Nicolas. A fragata USS Constitution fez uma uma viagem pelos Estados Unidos entre 1931 e 1934 e chegou na Califórnia em março de 1933, com uma frota de 130 navios, incluindo o California, o recebendo no dia 9 ao chegar em Long Beach. Um terremoto atingiu a região no dia seguinte, causando grandes danos na cidade e matando por volta de 120 pessoas. A frota desembarcou aproximadamente quatro mil homens para ajudar nos esforços de resgate, incluindo tripulantes do California.

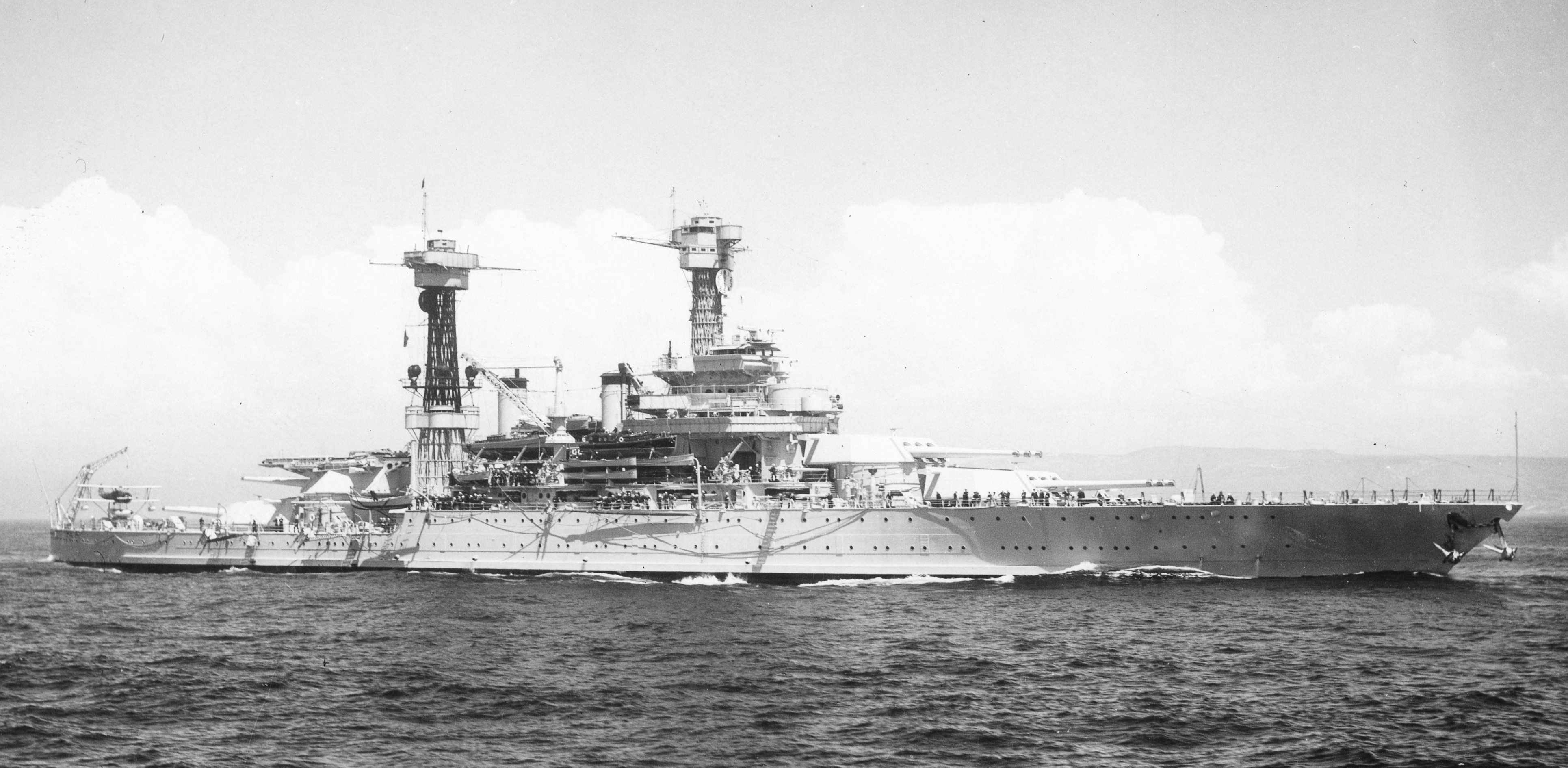
O California na década de 1930

O California foi designado em 1934 para a Divisão de Couraçados 4, porém continuou com sua função de capitânia da frota. O Problema de Frota XV ocorreu de 19 de abril até 12 de maio no Caribe, em seguida o navio visitou o Havaí por duas semanas. As embarcações partiram em 25 de maio para mais uma revista naval em Nova Iorque, que ocorreu no dia 31 e teve a presença do presidente Franklin D. Roosevelt. O couraçado voltou para o Pacífico entre 27 de outubro e 9 de novembro, com a Frota de Batalha realizando exercícios enquanto atravessava o Canal do Panamá, incluindo ataques noturnos acompanhados por contratorpedeiros. As manobras culminaram em um ataque simulado de couraçados, interpretada por um grupo de cruzadores rápidos, mais o porta-aviões USS Lexington e vários submarinos. Em seguida o California participou de treinamentos de ataque anfíbio em 15 de novembro próximos da Ilha de San Clemente. O Problema de Frota XVI foi realizado de 29 de abril a 10 de junho de 1935, quando a frota realizou uma série de manobras no leste do Pacífico desde o Alasca até o Havaí e Atol Midway.
O navio foi transferido para a Divisão de Couraçados 2 em 1937, com as embarcações da divisão visitando Pearl Harbor, no Havaí, em 7 de julho e então voltando para a Califórnia em 22 de agosto. O California e seu irmão USS Tennessee fizeram uma visita a Ponce, em Porto Rico, que durou de 6 a 11 de março de 1938. A Marinha dos Estados Unidos decidiu em 1939 adquirir seis radares XAF experimentais, sendo redesignados CXAM ao serem entregues. Um foi instalado no California em 1940, com os outros indo para o porta-aviões USS Yorktown e três cruzadores pesados. O couraçado participou do Problema de Frota XX em abril e maio, novamente realizado no leste do Pacífico. Logo em seguida Roosevelt ordenou que a Frota de Batalha permanecesse em Pearl Harbor permanentemente, calculando que isto desencorajaria agressões japonesas. As tensões mundiais estavam altas com a Segunda Guerra Mundial na Europa e a Segunda Guerra Sino-Japonesa na Ásia, com a Marinha cancelando o Problema de Frota XXII, que tinha sido programado para 1941. O California passou por reformas no início do ano que terminaram em 15 de abril, depois da qual fez uma visita a São Francisco.

### Segunda Guerra Mundial

#### Pearl Harbor

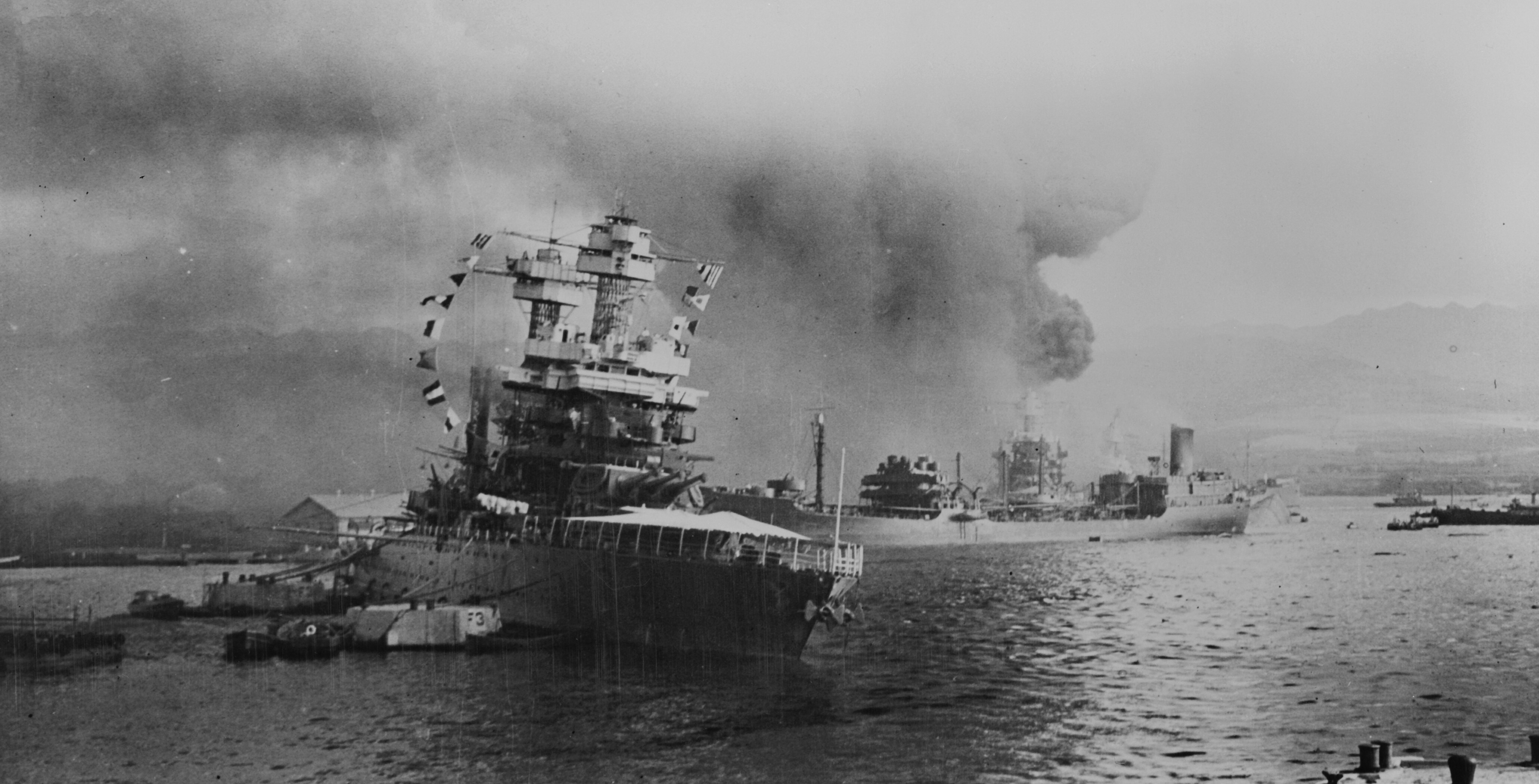
O California começando a adernar depois de ser torpedeado em 7 de dezembro de 1941

O California estava atracado no sudoeste da Ilha Ford em Pearl Harbor na manhã de 7 de dezembro de 1941. Naquela manhã, dois de seus canhões de 127 milímetros e duas metralhadoras M2 Browning tinham sido designadas como armas de prontidão, com cinquenta projéteis de 127 milímetros e quatrocentos para as metralhadoras disponíveis. Aeronaves japoneses começaram a atacar a base pouco antes das 8h00min. O tenente-comandante Marion Little, o oficial mais graduado a bordo no momento, imediatamente ordenou postos de combate. Os canhões receberam permissão para abrirem fogo e a embarcação foi preparada para partir. As tripulações nos canhões de prontidão começaram a atacar os aviões japoneses às 8h03min, disparando contra caças Mitsubishi A6M Zero que estava metralhando o navio. Os artilheiros rapidamente gastaram toda a munição disponível e os depósitos de munição precisavam ser destrancados antes que mais pudessem ser proporcionadas. Enquanto isso ocorria, dos torpedeiros Nakajima B5N aproximaram-se e soltaram seus torpedos contra o California. Os dois acertaram às 8h05min, um na proa e outro na popa. O primeiro detonou abaixo do cinturão de blindagem entre a segunda torre de artilharia e a superestrutura, criando um buraco de três metros de altura por 7,3 de largura, destruindo a primeira antepara antitorpedo e fortalecedores transversais, também perfurando a segunda antepara com fragmentos. O segundo abriu um buraco de doze metros de largura abaixo do cinturão. As anteparas antitorpedo internas resistiram aos dois impactos e ajudaram a conter as inundações.
O couraçado tinha sido preparado para ser inspecionado, assim suas comportas estanques tinham sido abertas, com a tripulação estando no meio do processo para fechá-las no momento que os torpedos atingiram e as inundações começaram. Muitas das portinholas e portas externas também tinham sido deixadas abertas para a inspeção, o que permitiu que mais água entrasse no navio, particularmente enquanto mais água entrava pelos buracos dos torpedos. A uma inundação incontrolável começou a se espalhar e o California adernou de cinco a seis graus para bombordo. Little ordenou que equipes de controle de danos iniciassem contra-inundações à estibordo a fim de manter o adernamento em quatro graus, mas a inundação a bombordo continuou a se espalhar. As explosões dos torpedos também romperam os tanques de combustível de vante, fazendo com que água entrasse no sistema de combustível. Essa contaminação derrubou o sistema elétrico da embarcação, atrapalhando os esforços de controle de danos. O couraçado foi atacado várias vezes entre 8h15min e 9h15min por bombardeiros de mergulho Aichi D3A; uma bomba acertou a estibordo e um quase acerto a bombordo causou pequenos danos. Os artilheiros antiaéreos reivindicaram terem abatido duas aeronaves, porém o crédito é difícil de ser estabelecido devido à situação caótica na base durante aquele momento.

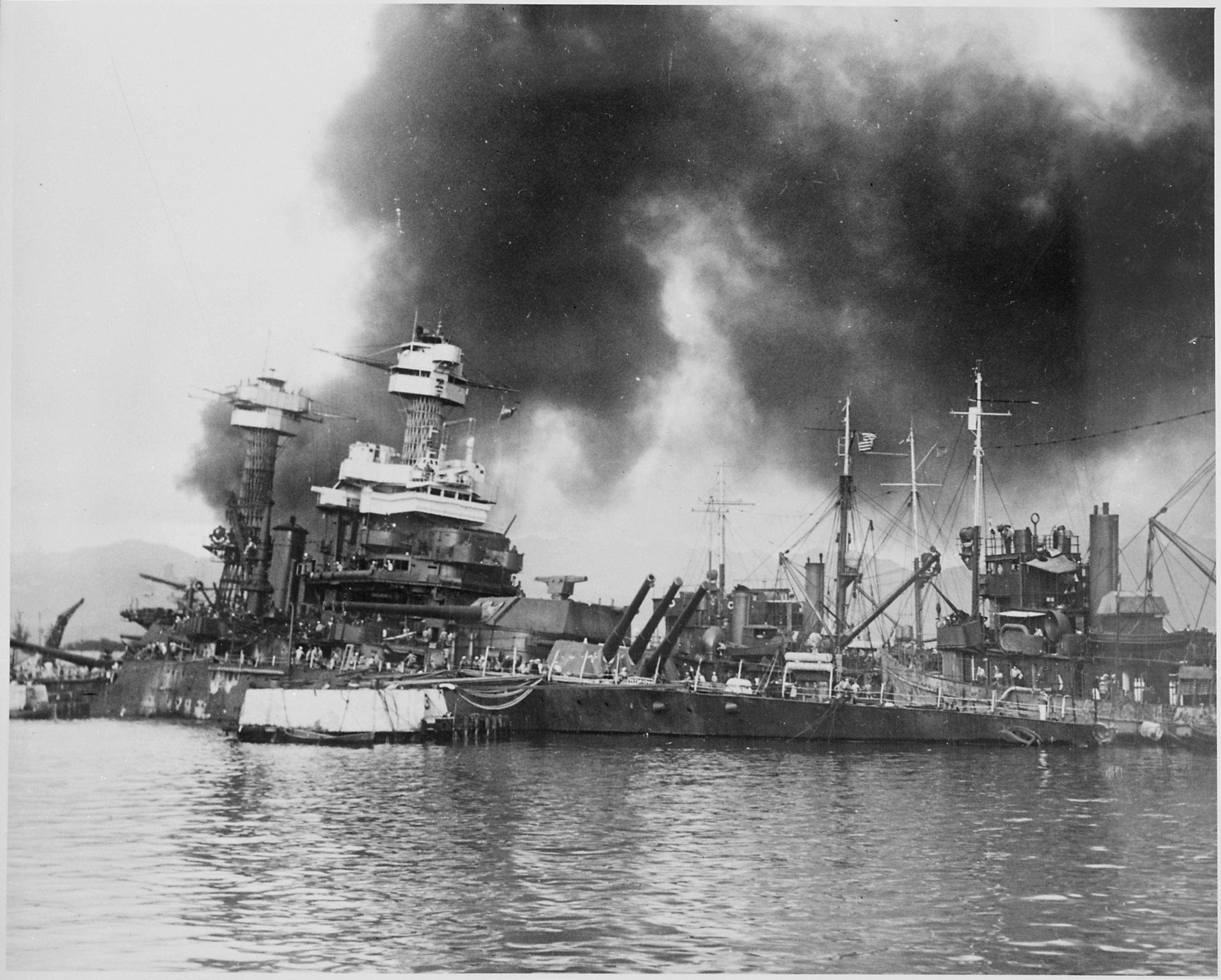
O California naufragado depois do ataque em 7 de dezembro de 1941

O comandante Earl Stone, o oficial executivo do couraçado, subiu à bordo às 8h45min e assumiu o comando. Por volta do mesmo momento o California foi atingido na casamata de estibordo mais de vante por uma bomba, possivelmente um projétil de 410 milímetros convertido. Este penetrou o convés superior, ricocheteou no segundo convés e detonou dentro do navio, onde causou enormes danos, iniciou um incêndio e matou aproximadamente cinquenta tripulantes. Enquanto isso a tripulação das salas das caldeiras conseguiu iniciar quatro caldeiras, o que restaurou a energia. O incêndio já tinha se espalhado às 9h15min para outras três casamatas, mesma hora que capitão Joel Bunkley e o vice-almirante William S. Pye, o comandante da Frota de Batalha, subiram a bordo. A fumaça do incêndio alcançou a sala de máquinas de vante às 10h00min e forçou a evacuação da área. Isto acabou com os esforços de bombear a água, porém depois do fim do ataque outras embarcações se aproximaram para combaterem as chamas e ajudar no bombeamento. Entretanto, as bombas portáteis dessas embarcações não tinham potência suficiente para combaterem as inundações, assim o California naufragou em água rasa até a lama, com seu casco se enchendo de água lentamente pelos três dias seguintes.
Ao todo, 104 tripulantes do couraçado foram mortos no decorrer do ataque, enquanto outros 61 ficaram feridos. Quatro tripulantes foram posteriormente condecorados com a Medalha de Honra por ações de bravura durante o ataque. O artilheiro Jackson C. Pharris organizou um grupo de homens para carregarem munição dos depósitos até as armas antiaéreas e também resgatou vários marinheiros que tinham sido pegos pelos gases de óleo combustível. O alferes Herbert C. Jones e o chefe operador de rádio Thomas J. Reeves também organizaram grupos similares para carregarem munição, mas acabaram sendo mortos no ataque. Já o maquinista assistente primeira classe Robert R. Scott se recusou a deixar seu posto durante o ataque e também foi morto.

#### Reparos e modernização

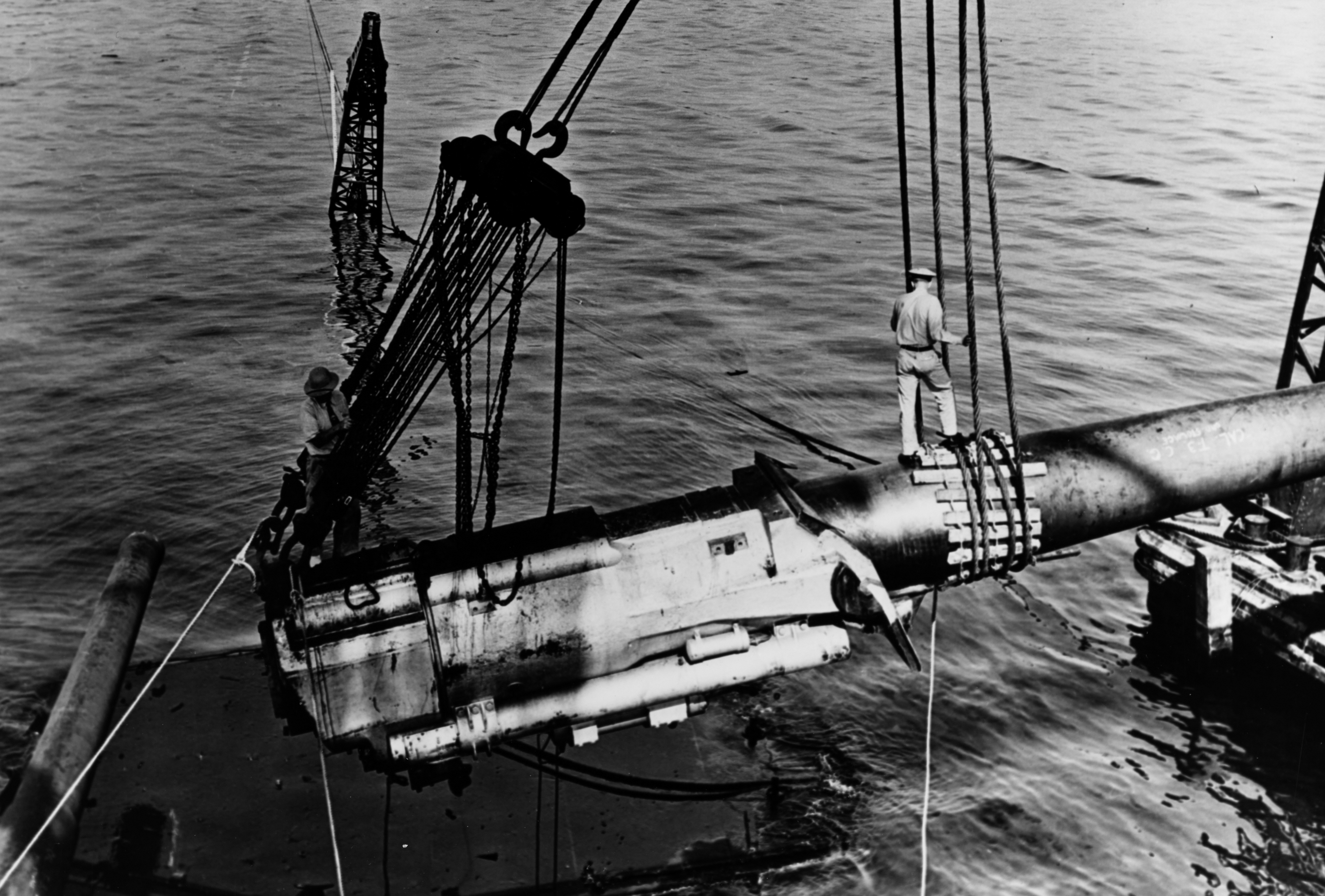
Um dos canhões do California sendo removido em fevereiro de 1942 a fim de deixa-lo mais leve antes de reflutuá-lo

Esforços de salvamento prosseguiram pelos meses seguintes para tapar o casco e bombear a água para fora, com o navio sendo reflutuado em 25 de março de 1942. Ele sofreu uma explosão acidental às 13h15min de 5 de abril, muito provavelmente o resultado da mistura do vapor do óleo combustível e gás sulfídrico. Essa explosão deslocou o remendo que cobria o buraco de torpedo de vante e danificou comportas estanques, causando inundações sérias. Uma equipe de salvamento precisou tapar novamente o buraco e bombear a água para fora pelos dias seguintes. O California conseguiu entrar em uma doca seca de Pearl Harbor em 9 de abril, onde reparos temporários foram realizados. Deixou a doca em 9 de junho, mas permaneceu atracado no porto durante vários meses.
O couraçado deixou Pearl Harbor em 10 de outubro e se encontrou com o contratorpedeiro USS Gansevoort, com os dois prosseguindo para o Estaleiro Naval de Puget Sound, onde o California passaria por reparos permanentes e uma enorme modernização. Este trabalho durou de 20 de outubro de 1942 até 31 de janeiro de 1944. Todas as armas secundárias e antiaéreas foram removidas e sua superestrutura completamente demolida em preparação para a reconstrução. Seu casco foi alargado com protuberâncias antitorpedo a fim de melhorar sua proteção subaquática e aumentar sua estabilidade. Novos sistemas de controle de disparo, que originalmente pertenceriam a cruzadores rápidos que foram convertidos em porta-aviões rápidos, foram instalados e seu antigo radar CXAM foi removido e instalado em Oahu. Sua bateria secundária passou a ser de dezesseis canhões de duplo-propósito calibre 38 de 127 milímetros em novas torres de artilharia duplas, quatro em cada lateral. Sua bateria antiaérea foi completamente reformulada, passando a ser de quarenta canhões Bofors de 40 milímetros em dez montagens quádruplas e 43 canhões Oerlikon de 20 milímetros.

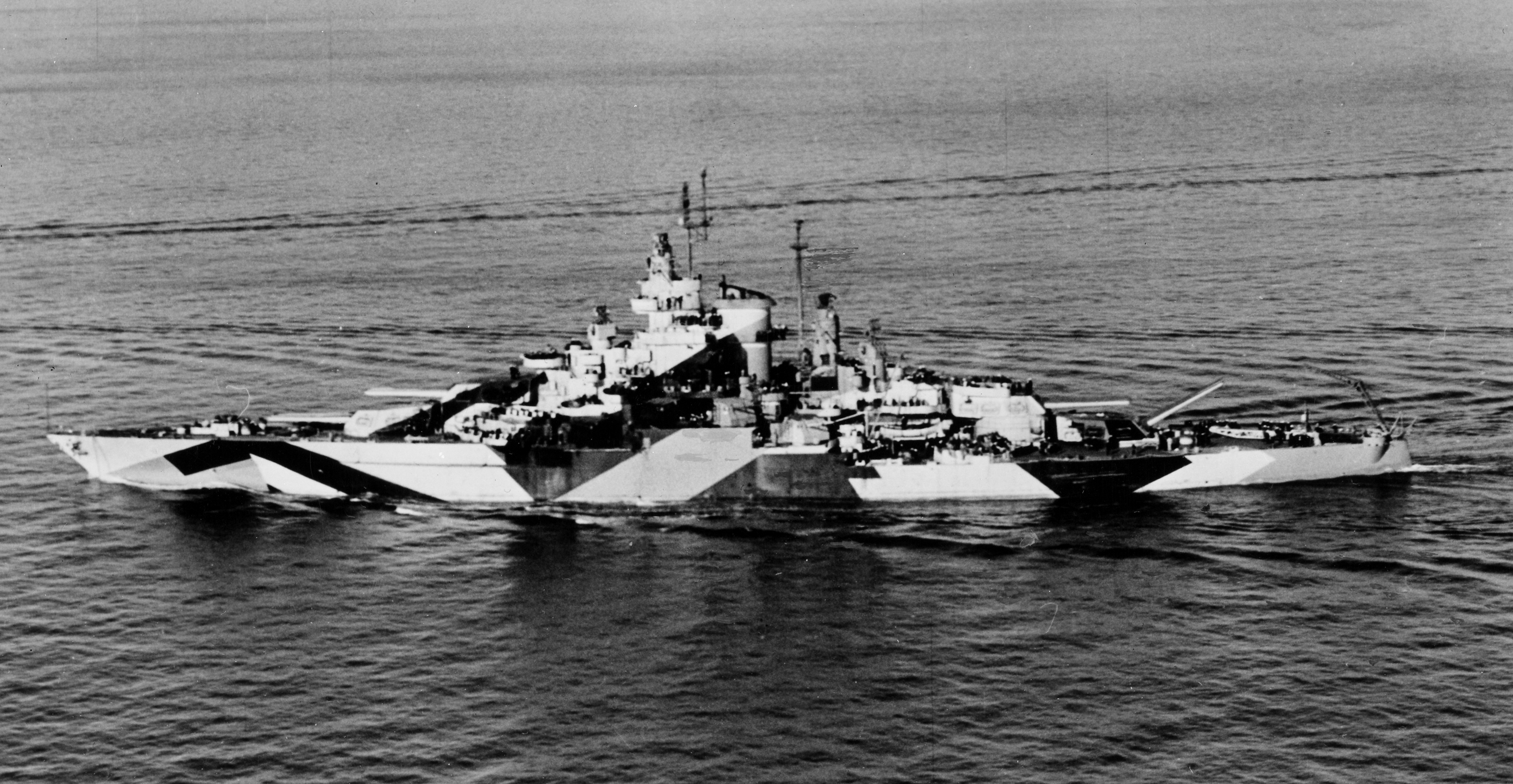
O California deixando Puget Sound em janeiro de 1944 depois de sua reconstrução

A proteção horizontal foi fortalecida consideravelmente com o objetivo de melhorar sua resistência à ataques aéreos, com 76 milímetros de aço de tratamento especial sendo adicionados ao convés sobre os depósitos de munição e 51 milímetros em outros locais. Ele recebeu uma das torres que tinha sido removida de um dos cruzadores rápidos da Classe Brooklyn no lugar de sua antiga torre de comando. Seus antigos mastros de treliça também foram removidos e um mastro em torre moderno foi instalado no lugar do mastro de treliça de vante. Estas alterações dobraram sua tripulação, que passou a ser de 114 oficiais e 2 129 marinheiros.
O California deixou Puget Sound em 31 de janeiro de 1944 e iniciou testes marítimos seguidos por um cruzeiro de testes próximo de Los Angeles. Depois disso passou seu tempo ocupado com uma variedade de treinamentos para seus tripulantes, muitos dos quais tinham acabado de sair do treinamento básico. Foi para São Francisco e passou por uma reforma em seus maquinários em abril, partindo em 5 de maio a fim de se juntar à frota que estava se reunindo no centro do Pacífico para a iminente Campanha das Ilhas Marianas e Palau. Navegou primeiro para o Havaí, onde participou de exercícios de bombardeio litorâneo em Kahoʻolawe. Deixou a área no dia 31 e seguiu para o ancoradouro de Roi-Namur, nas Ilhas Marshall. O California chegou em 8 de junho e juntou-se ao Grupo de Tarefas 52.17.

#### Ilhas Marianas e Palau
O couraçado e o resto da frota navegaram para as Ilhas Marianas a fim de iniciarem a campanha, chegando em Saipã no final de 13 de junho. O California e os outros navios do Grupo de Tarefas 52.17 seguiram para suas posições de bombardeamento na manhã seguinte, lançaram seus hidroaviões de avistamento e abriram fogo contra as posições japonesas. Ele abriu fogo às 5h58min a uma distância de 13,3 quilômetros, atacando alvos na área ao redor do vilarejo de Garapan. Um projétil japonês de 120 milímetros acertou o couraçado às 9h10min à ré da plataforma de controle de disparo, matando um tripulante e ferindo dez. Seu radar de varredura aérea também foi incapacitado, iniciando um incêndio que foi rapidamente combatido pelas equipes de controle de danos. O California deixou a área ao final do dia e retornou na manhã seguinte. Observadores avistaram às 9h54min um grupo de tanques japoneses em Garapan, com o couraçado atacando-os e destruindo pelo menos um deles. Em seguida o navio ajudou a combater uma bateria japonesa na ilha de Mañagaha que estava atacando o couraçado USS Maryland. O California ficou bombardeando posições japonesas até recuar às 18h30min.
Fuzileiros navais desembarcaram em Saipã na manhã de 15 de junho e o California deu suporte para o ataque, abrindo fogo às 6h12min primeiro contra Garapan e depois contra as praias de desembarque enquanto defensores entrincheirados tentavam resistir. O navio também atacou um artilharia japonesa em Ponto Afetna que estava bombardeando os fuzileiros. O couraçado permaneceu no local durante a noite e estabeleceu contato de rádio com as tropas em terra, proporcionando artilharia de suporte a fim de derrotar contra-ataques japoneses no decorrer da madrugada. O California continuou em Saipã por vários dias, bombardeando mais defesas enquanto os fuzileiros avançavam. Ele e o Maryland abateram um caça Kawasaki Ki-61 em 17 de junho, enquanto no dia seguinte foi alvo de outro Ki-61, mas não foi danificado exceto por um incidente de fogo amigo quando um de seus canhões de 127 milímetros atirou acidentalmente contra um dos canhões Bofors. O California recuou da área para reabastecer munição em Enewetak.

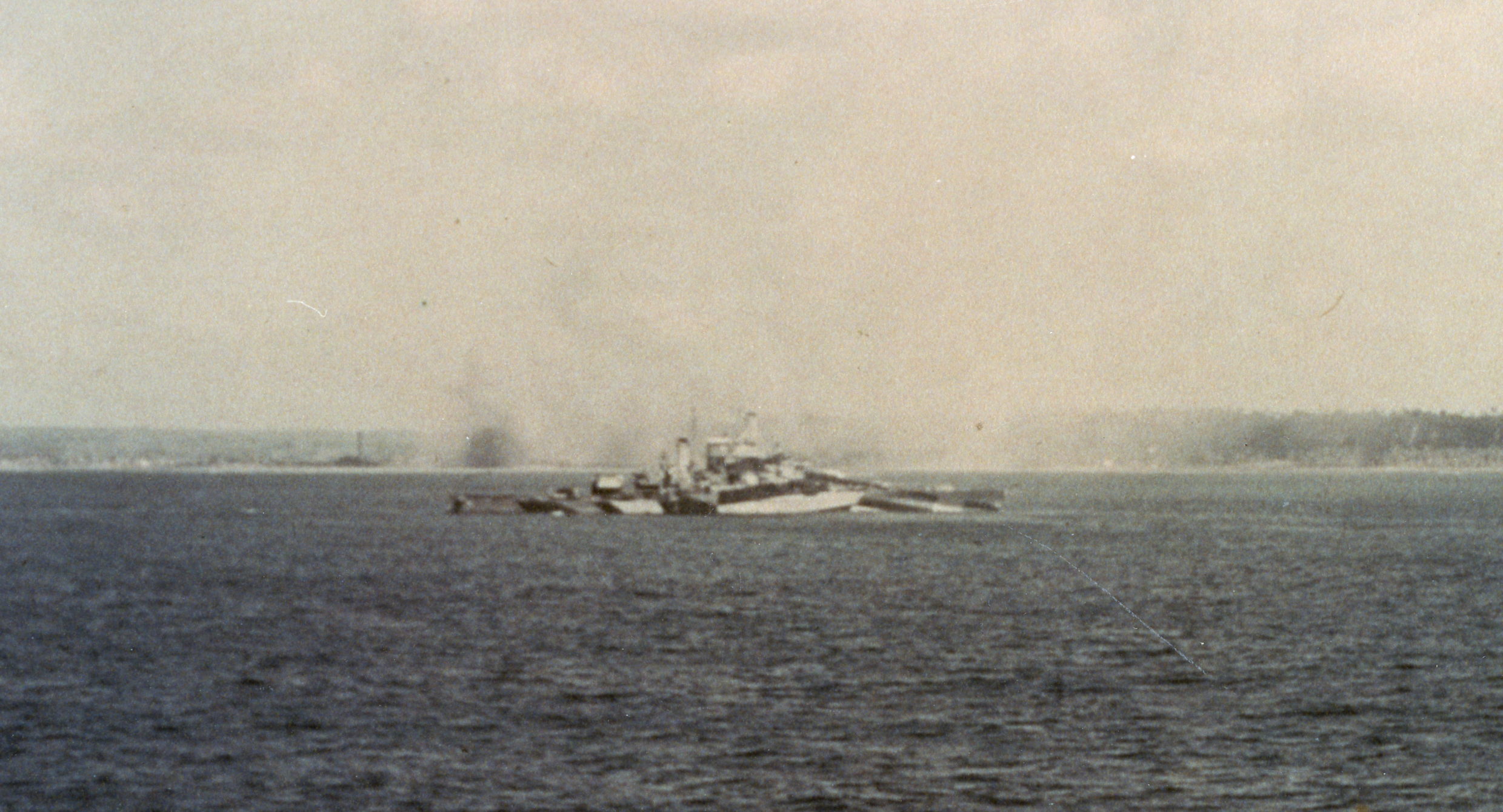
O California durante o bombardeio de Guam em julho de 1944

Passou por reparos em Enewetak de 25 de junho a 16 de julho e então voltou para Saipã, que nessa época já tinha sido conquistada. O próximo alvo foi Guam, com o California juntando-se ao Tennessee e quatro contratorpedeiros para formarem a Unidade de Tarefas 53.1.16. As embarcações chegaram em 19 de julho e juntaram-se ao bombardeio preparatório enquanto tentavam neutralizar as defesas japonesas próximas das praias de invasão. O bombardeio continuou no dia seguinte antes dos desembarques no dia 21, com o California concentrando seus disparos ao redor das áreas de Tumon e Aganha. O couraçado proporcionou suporte inicial para o ataque anfíbio que começou às 8h30min, porém partiu de volta para Saipã às 15h00min ainda do mesmo dia.
O navio reabasteceu munição em Saipã e em seguida navegou para Tiniã, a próxima ilha a ser atacada na campanha. O California e o Tennessee chegaram em 23 de julho e iniciaram o bombardeio do vilarejo de San Jose, na extremidade sul da ilha, como uma forma de despiste para o local verdadeiro de desembarque no norte. Os dois couraçados dispararam ao todo 480 projéteis de 356 milímetros e oitocentos projéteis de 127 milímetros, destruindo completamente a cidade. Ambos cessaram fogo às 17h00min e recuaram para passarem a noite. Voltaram na manhã seguinte e deram suporte para os fuzileiros navais enquanto desembarcavam. A batalha prosseguiu pelos dias seguintes, período durante o qual o California ficou patrulhando próximo da ilha e bombardeando diversas forças japonesas. Isto culminou em uma última defesa pelas forças japonesas no dia 31, durante a qual o couraçado e outros navios de bombardeio dispararam uma enorme barragem contra suas posições. O California então deixou a área e voltou para Guam com o objetivo de dar apoio para as tropas que ainda estavam lutando no local. Permaneceu lá até 9 de agosto, quando retornou para reabastecer em Enewetak.
O navio partiu em 19 de agosto como parte de uma força de couraçados, cruzadores e contratorpedeiros para Espírito Santo. No caminho o Tennessee teve um problema de direção que o fez colidir com o California, abrindo um buraco na ponte deste. Sete tripulantes do California morreram e vários outros ficaram presos em seus alojamentos por anteparas entortadas que precisaram ser cortadas a fim de libertá-los. Equipes de controle de danos taparam as anteparas e conseguiram bombear a água para fora do casco. O Tennessee sofreu danos mais sérios que o fizeram abandonar o grupo e passar por reparos em Pearl Harbor. O California continuou com o comboio e, ao chegar em seu destino, entrou na doca flutuante USS Artisan para reparos que ocorreram entre 25 de agosto e 10 de setembro. Essa colisão o impediu de participar da Batalha de Peleliu.

#### Filipinas
O couraçado deixou Espírito Santo em 17 de setembro e navegou pelo litoral da Nova Guiné, observando batalhas entre japoneses e australianos na Campanha da Nova Guiné. Chegou no dia 22 em Manus, onde começaram preparações para a campanha seguinte. O California novamente fez parte do grupo de bombardeio, que também tinha os couraçados Tennessee, Maryland, USS Pennsylvania, USS Mississippi e USS West Virginia, com estes partindo em 12 de outubro rumo às Filipinas. A campanha começou cinco dias depois com desembarques iniciais em Dinagat e Suluan. Este ataque deixou os japoneses cientes do iminente ataque contra o resto das Filipinas, fazendo-os ativar a Operação Shō-Gō 1, a planejada resposta aos desembarques Aliados. Draga-minas começaram a abrir canais para dentro do Golfo de Leyte em preparação para os desembarques em Leyte. O bombardeamento da ilha começou em 19 de outubro e continuou no dia seguinte enquanto as tropas desembarcavam. Um Zero kamikaze, um dos primeiros, mergulhou contra o California no dia 20, porém uma ferrenha barragem antiaérea conseguiu incendiá-lo e tirá-lo de curso, caindo no mar próximo de estibordo da proa.

##### Golfo de Leyte

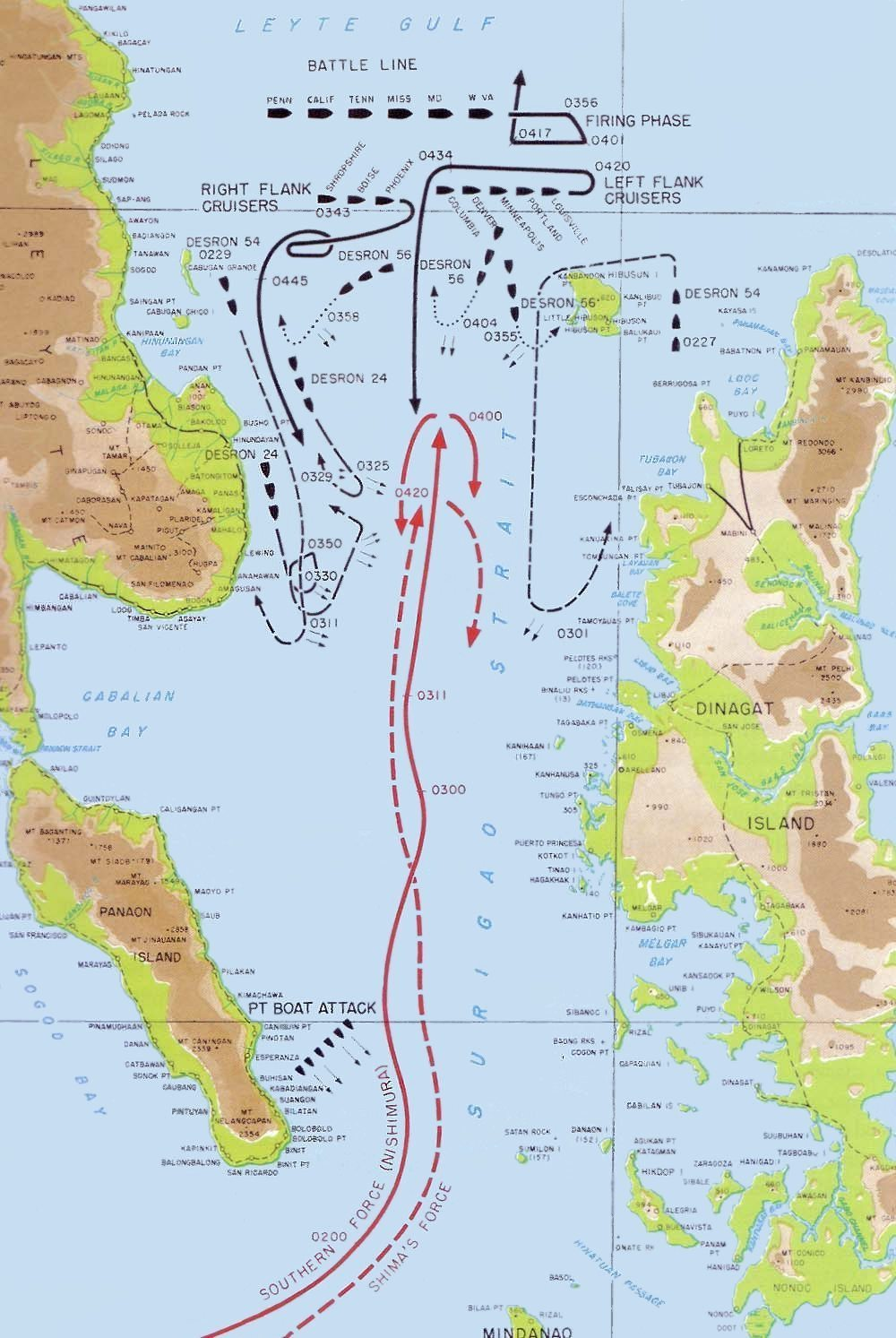
Movimentos das forças norte-americanas (preto) e japonesas (vermelho) na Batalha do Estreito de Surigao em outubro de 1944

O California permaneceu próximo das praias de invasão pelos dias seguintes, bombardeando posições japonesas enquanto forças norte-americanas avançavam para dentro da ilha. Enquanto isso, a frota japonesa começou a se posicionar para seu contra-ataque. Submarinos e aeronaves de reconhecimento Aliadas relataram avistamentos da frota enquanto ela aproximava-se da área, fazendo o grupo de bombardeio recuar para ao sul de Leyte todas as noites em antecipação a um ataque japonês contra os navios de desembarque. Relatos das forças japonesas aproximando-se da área em 24 de outubro fizeram o contra-almirante Jesse B. Oldendorf, o comandante do grupo de bombardeio, preparar suas embarcações para uma batalha do Estreito de Surigao. A Força Sul do vice-almirante Shōji Nishimura navegou pelo estreito com o objetivo de atacar a frota de invasão reunida no Golfo de Leyte; ela formada pela Divisão de Couraçados 2, tendo os couraçados Yamashiro e Fusō, o cruzador pesado Mogami e quatro contratorpedeiros, mais a Segunda Força de Ataque do vice-almirante Kiyohide Shima, que tinha os cruzadores pesados Nachi e Ashigara, o cruzador rápido Abukuma e outros quatro contratorpedeiros. A flotilha de Nishimura foi atacada por barcos patrulha torpedeiros e depois por contratorpedeiros enquanto passavam pelo estreito na noite do dia 24, iniciando a Batalha do Estreito de Surigao. Um torpedo atingiu e incapacitou o Fusō, porém o resto dos navios continuou avançando.
O California detectou os japoneses com seu radar de varredura às 3h12min do dia 25 a uma distância de 38,6 quilômetros, enquanto oito minutos depois seu radar de controle de disparo começou a rastrear os navios, com a distância tendo diminuído para 35 quilômetros. O West Virginia foi o primeiro a abrir fogo às 3h52min, seguido pela maioria dos outros couraçados. O California atacou o Yamashiro a 18,7 quilômetros de distância com um salvo de seis tiros. A linha de batalha norte-americana deu a volta depois da fase inicial da batalha, porém o capitão Henry Burnett, o oficial comandante do couraçado, interpretou errado a ordem de virada, achando que seu navio deveria virar em quinze graus em vez dos corretos 150 graus, assim o California passou na frente da proa do Tennessee. Burnett percebeu seu erro e ordenou que seu navio fizesse uma virada total para estibordo enquanto o Tennessee saia da linha de batalha. Os dois não colidiram por muito pouco, mas no meio dessa confusão o California bloqueou a linha de tiro do Tennessee, impedindo este de atirar por vários minutos, porém o California conseguiu manter seus disparos durante esse período. Um projétil no canhão da direita da quarta torre de artilharia sofreu uma falha de ignição e a onda de choque do terceiro salvo incapacitou seu radar de controle de disparo de ré e danificou parte do equipamento do radar de vante, porém os artilheiros conseguiram manter disparos precisos. O California cessou fogo depois de dezesseis minutos, pois os navios japoneses sobreviventes haviam dado a volta e fugido. Os japoneses tinham lançado vários torpedos contra a linha norte-americana, mas nenhum acertou. O couraçado disparou ao todo 63 projéteis de sua bateria principal durante a batalha, com os japoneses perdendo os dois couraçados, o Abukuma e quatro contratorpedeiros.
Enquanto isso, a principal força japonesa, a Força Central sob o vice-almirante Takeo Kurita, tinha conseguido passar pelo Estreito de San Bernardino sem ser detectada no meio da escuridão da noite e entrou no Golfo de Leyte na madrugada de 25 de outubro. Os couraçados, cruzadores e contratorpedeiros japoneses atacaram uma pequena força de porta-aviões de escolta e contratorpedeiros, a Unidade de Tarefas 77.4.3, que estavam protegendo a frota de invasão, iniciando assim a Batalha de Samar. O contra-almirante Clifton Sprague, o comandante da Unidade de Tarefas 77.4.3, fez chamados urgentes por ajuda, com Oldendorf virando seus navios imediatamente para o norte a fim de se juntar à batalha, no caminho sendo atacados por aeronaves japonesas. Os canhões de 127 e 40 milímetros do California enfrentaram os aviões, mas não acertaram alvo algum. Quando o grupo de bombardeio finalmente chegou no local, a Força Central já tinha recuado, pois resistência ferrenha fez Kurita acreditar que estava enfrentando a muito mais poderosa Força Tarefa de Porta-Aviões Rápidos. O grupo de bombardeio assim retomou suas operações de suporte das tropas em terra pelo restante do mês.

##### Golfo de Lingayen
O California foi para Manus em 20 de novembro passar por reparos que duraram de 25 de novembro a 15 de dezembro. Prosseguiu então para Palau, onde permaneceu até 1º de janeiro de 1945, quando navegou de volta para o Golfo de Leyte. Retornou ao grupo de bombardeio e a frota seguiu para Lução com o objetivo de começar um grande ataque no Golfo de Lingayen. Aeronaves japonesas atacaram a frota no caminho, porém o couraçado não foi danificado nos ataques. Os navios chegaram no golfo em 5 de janeiro e entraram na manhã seguinte. O California lançou seus hidroaviões cedo para que pudessem atuar como olheiros e então abriu fogo contra Santiago, na extremidade ocidental do golfo, a fim de neutralizar qualquer artilharia japonesa que pudesse atrapalhar as forças Aliadas assim que entrassem na área. Os draga-minas criaram canais para dentro do golfo com a cobertura do California. Oldendorf estava a bordo e o navio liderou o grupo de bombardeio para dentro do golfo para iniciar o bombardeio da real invasão.
Dois Zero kamikazes aproximaram-se do navio pouco depois das 17h15min do mesmo dia. Os artilheiros antiaéreos da embarcação conseguiram abater um, mas o outro acertou a bombordo à ré do mastro principal. A gasolina do avião iniciou incêndios e um projétil de 127 milímetros de outro navio acidentalmente atingiu um dos canhões de 127 milímetros do California, explodindo dentro da torre e iniciando outro incêndio. Os dois incêndios foram apagados rapidamente em apenas doze minutos, porém o kamikaze causou numerosas baixas: 44 tripulantes foram mortos e outros 155 ficaram feridos. Reparos temporários foram realizados enquanto o navio permanecia em sua posição bombardeando posições japonesas. Tropas desembarcaram em Lução no dia 9, com o couraçado então deixando o golfo e patrulhando o Mar da China Meridional de 10 a 18 de janeiro contra qualquer possível ataque de alguma frota japonesa. Ele então retornou para o Golfo de Lingayen, mas partiu para Ulithi em 22 de janeiro, onde chegou seis dias depois.
O California deixou Ulithi e prosseguiu para Pearl Harbor, onde permaneceu entre 6 e 8 de fevereiro, depois disso foi para o Estaleiro Naval de Puget Sound para passar por reparos permanentes e modificações. Partiu em 24 de abril para breves testes marítimos e então seguiu para Long Beach, onde chegou no dia 29. Mais trabalhos ocorreram de 2 a 10 de maio, período durante o qual também passou por um cruzeiro de testes. Ele deixou a Costa Oeste no dia 10 e voltou para a frota, que estava se preparando para atacar Okinawa. No caminho parou em Pearl Harbor entre 16 e 29 de maio e depois em Ulithi de 9 a 12 de junho, depois do qual navegou norte para as Ilhas Ryūkyū.

#### Fim da guerra e carreira

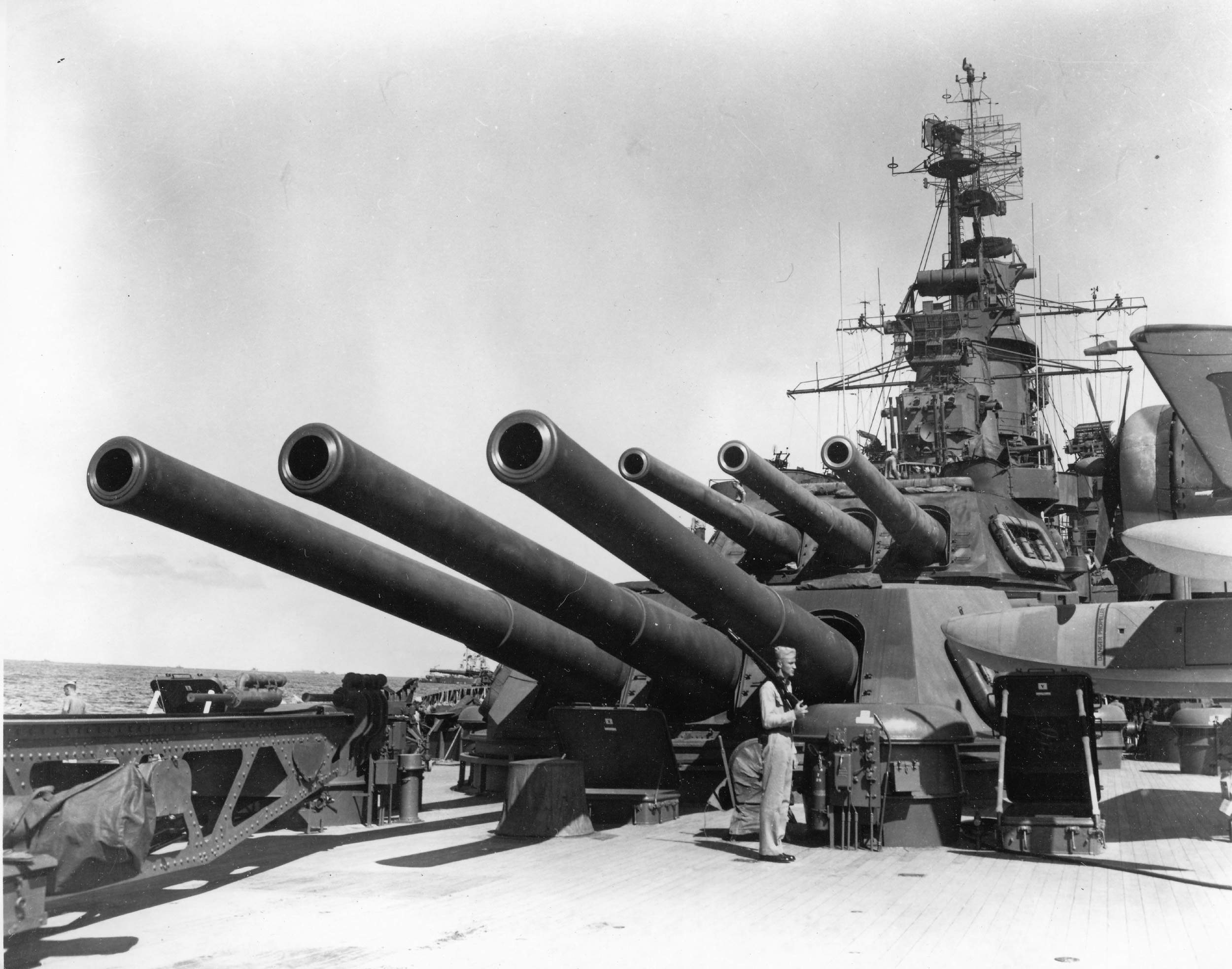
Os seis canhões principais de ré do California em agosto de 1945

O navio ancorou próximo de Okinawa em 15 de junho, momento em que as forças norte-americanas já estavam lutando na ilha a mais de dois meses. Os japoneses lançaram uma grande campanha kamikaze durante as operações em e ao redor de Okinawa, com esses ataques continuando enquanto o California estava no local. O couraçado mais os cruzadores pesados USS New Orleans e USS Tuscaloosa bombardearam posições japonesas em apoio a tropas terrestres. Neblina espessa atrapalhou os esforços dos hidroaviões da embarcação para localizarem inimigos escondidos, mas o navio mesmo assim conseguiu realizar um bombardeio eficaz da área pelos dois dias seguintes. Depois disso ficou patrulhando a ilha até 14 de julho para impedir que qualquer força naval japonesa atacassem a frota de invasão. Depois disso recuou e reabasteceu suprimentos nas Ilhas Kerama de 15 a 22 de julho, sendo então enviado para o Mar da China Oriental a fim de dar cobertura para a limpeza de minas. Foi destacado em 8 de agosto para passar por manutenção na Baía de São Pedro nas Vissaias Orientais, nas Filipinas, com os trabalhos ocorrendo de 11 a 15 de agosto.
A tripulação foi informada no local sobre a rendição do Japão e consequentemente o fim da guerra. O navio navegou até a Baía de Nakagusuku, em Okinawa, onde permaneceu de 23 de agosto até 20 de setembro aguardando ordens. Ele então partiu para Wakayama, no Japão, onde chegou três dias depois com o objetivo de dar apoio para tropas iniciando a ocupação do país. Na semana seguinte foi para a base naval de Yokosuka, chegando em 3 de outubro e ancorando próximo do couraçado Nagato. O California então juntou-se ao Grupo de Tarefas 50.5 junto com o Tennessee e várias outras embarcações para retornarem aos Estados Unidos. Deixaram o Japão em 15 de outubro e seguiram para o Estaleiro Naval da Filadélfia. Navegaram primeiro para Singapura, parando no local no dia 23, onde se encontraram com navios britânicos, franceses e italianos. O grupo depois atravessou o Estreito de Malaca para o Oceano Índico, parando em Colombo, no Ceilão, de 30 de outubro a 3 de novembro. No local embarcaram tropas sul-africanas para serem levadas para casa.
Pararam na Cidade do Cabo, na África do Sul, entre 15 e 18 de novembro, onde os soldados sul-africanos desembarcaram. O California e os outros navios atravessaram o Oceano Atlântico, parando no caminho em Santa Helena e Ascensão. Finalmente chegaram na Filadélfia, na Pensilvânia, em 7 de dezembro, com 754 oficiais e marinheiros sendo enviados para o centro de dispensa. Mais quarenta oficiais e 1 345 marinheiros foram dispensados pelos meses seguintes enquanto a embarcação era preparada para ser desativada. Foi formalmente colocado na reserva, porém ainda em comissão, no dia 7 de agosto de 1946. O California foi descomissionado em 14 de fevereiro de 1947, permanecendo no inventário inventário da marinha por mais uma década até ser removido do registro naval em 1º de março de 1959. Foi depois disso vendido em 10 de julho para a Bethlehem Shipbuilding para ser desmontado. Seu sino de bronze de 160 quilogramas foi preservado e está hoje em exibição no Museu do Capitólio do Estado da Califórnia.